# Claoxylon sandwicense
Claoxylon sandwicense är en törelväxtart som beskrevs av Johannes Müller Argoviensis. Claoxylon sandwicense ingår i släktet Claoxylon och familjen törelväxter.
Artens utbredningsområde är Hawaii. Inga underarter finns listade i Catalogue of Life.